# Frédéric François (politicus)

Frédéric François in 2012

Frédéric François (Jette, 22 oktober 1932 – 27 november 2017) was een Belgisch journalist en parlementslid.

## Eerste jaren
François groeide op in de Brussels volkskwartier. Na zijn middelbare studies aan Brusselse colleges, begon hij als landmeter te werken.
Door een kennis werd hij aanbevolen bij het nieuw te verschijnen dagblad La Cité, waar hij op 1 oktober 1950 in dienst trad. Hij bleef er tien jaar, onder de leiding van hoofdredacteur William Ugeux. Eerst toegevoegd bij de buitenlandse dienst ging hij in 1952 over naar de algemene diensten en deed voortaan vooral reportages. In 1953 bracht hij verslag uit over de overstromingen in Nederland. In 1956 was hij in Boedapest getuige van de Hongaarse Opstand. In 1958 maakte hij reportages over Expo 58.

## Radio en televisie

Le maître à danser - Pourquoi Pas?, 18-11-1971

In 1960 verliet hij La Cité voor de Belgische Radio RTB. Vanaf 1 juli, de dag waarop Belgisch-Congo onafhankelijk werd, begon hij zijn opdracht als radioreporter. Hij versloeg allerhande gebeurtenissen: de onlusten in Cyprus in de jaren 60, de Berlijnse Muur in 1961, de oorlog in Algerije in 1962 en vooral de onlusten en conflicten in Congo, van 1960 tot 1964. Voor het wekelijkse radiomagazine Bruits du monde maakte hij reportages, onder meer over het rassenprobleem in de Verenigde Staten, de moord op John Fitzgerald Kennedy in 1963 en op Martin Luther King in 1968. Zijn laatste grote reportage op de radio had betrekking op de staking van de geneesheren en op de onderhandelingen die volgden op Hertoginnedal. In juli 1964 vertrok hij naar Congo om er verslag uit te brengen over de Mulelistische opstand en over de terugkeer van Moïse Tshombe als eerste minister. Hij versloeg ook de verovering van Stanleystad door de rebellen en de bevrijding van die stad in november 1964.
Begin 1965 stapte hij over naar de nieuwsdienst van de televisie. Hij verzorgde tv-reportages over Congo, over Rwanda en Burundi. Vanaf januari 1966 specialiseerde hij zich in de informatie over de Belgische politiek. Zijn interviews met politieke personaliteiten vielen op. Men sprak van 'een nieuwe toon' van onafhankelijkheid en dossierkennis. Hij stichtte nieuwe politieke uitzendingen zoals 'Faire le Point' en 'Face à la Presse', debatten die hij gedurende verschillende jaren animeerde.

## Politieke activiteiten

Frédéric 'Freddy' François in de Senaat

In 1974 werd Frédéric François na 25 jaar journalistiek politiek actief voor de PSC. Voor de partij zetelde hij van 1974 tot 1977 als provinciaal senator voor Luik in de Belgische Senaat. Vervolgens was hij van 1977 tot 1981 lid van de Kamer van volksvertegenwoordigers voor het arrondissement Hoei-Borgworm en van 1981 tot 1987 opnieuw provinciaal senator. 
Door het toen bestaande dubbelmandaat zetelde hij van 1974 tot 1981 ook in de Cultuurraad voor de Franse Cultuurgemeenschap en opvolger de Franse Gemeenschapsraad en van 1974 tot 1977 en van 1980 tot 1981 in de Waalse Gewestraad, waar hij van 1974 tot 1975 secretaris en van 1975 tot 1977 ondervoorzitter was.

## Opnieuw journalist

In Gbadolite met Mobutu en Guy Polspoel in 1992

In november 1987 keerde François terug naar de RTB waar hij zich uitsluitend bezighield met buitenlandse politiek, meer bepaald met Centraal-Afrika. In de jaren negentig bracht hij verslag over de Golfoorlog in 1991, de Rwandese Genocide en de moord op tien Blauwhelmen in 1994, de staatsgreep door Kabila in 1997. In 1992 werd hij hoofd van de Internationale Dienst en van Europa binnen de RTBF.
In oktober 1997 ging François met pensioen. Hij zette zich toen aan het schrijven.
Hij was driemaal getrouwd. Van zijn eerste huwelijk heeft hij vier kinderen. Van zijn tweede een zoon. Met zijn derde vrouw heeft hij geen kinderen.

## Onderscheidingen
- Prix Rotiers in 1956
- Prix Léon Thoorens in 1992
- Antenne de Cristal in 1992

## Publicaties
- PSC, être ou disparaitre, Labor, 1998, ISBN 2-8040-1355-3
- Le journalisme dérangeant, Luc Pire, 2006, ISBN 2-87415-707-4
- Voorwoord in Secret d’État. Le Livre Noir des Belges Zairanisées van Vincent Delannoy en Olivier Willocx, Ed. Le Cri, 2007, ISBN 978-2-87106-450-3
- Témoignages. Pour RTBF au Congo, in: Du Congo belge à la République du Congo, P.I.E. Peter Lang, Bruxelles 2012, pp. 253–262